# P.C. Hooftstraat

Elektrische tram in de P.C. Hooftstraat, ca. 1905

De Pieter Cornelisz Hooftstraat, meestal P.C. Hooftstraat genoemd en door sommigen de PC, is een straat in Amsterdam-Zuid. De straat werd in 1872 vernoemd naar de geschiedkundige, dichter en toneelschrijver Pieter Corneliszoon Hooft (1581-1647). De straat loopt vanaf de Stadhouderskade tot aan het Vondelpark en wordt gekruist door de Hobbemastraat en de Van Baerlestraat. Tegenwoordig is de P.C. Hooftstraat een chique winkelstraat.
In 1883 verscheen de paardentram in deze straat die de verbinding verzorgde tussen de Dam en de Willemsparkweg, een der nieuwe chique buurten van Amsterdam-Zuid. In 1903 werd deze vervangen door de nieuwe elektrische tramlijn 2. Een jaar later kwam tramlijn 3 er bij. Sinds 1913 werd staduitwaarts door de Hobbemastraat gereden. Deze lijnvoering bleef bestaan totdat de Vondelbrug van rails werd voorzien en de beide lijnen op 18 oktober 1958 deze route gingen volgen.

## Dure winkelstraat
De laatste decennia van de 20e eeuw heeft de P.C. Hooftstraat zich ontwikkeld tot de duurste winkelstraat van Nederland. De straat bevat veelal exclusieve kledingwinkels en enkele dure appartementen.
Vanaf eind twintigste eeuw kwamen er winkels van luxemerken. De eerste was de Nederlandse herenmodezaak OGÉR in 1990, gevolgd door Cartier (1997), Louis Vuitton (nov. 2002), Chanel (febr. 2005) en Hermès (mei 2007). Jeansmerk G-Star opende er in september 2008 zijn zogenaamde 'flagship store'. In het najaar van 2009 heeft het bekende Amerikaanse juweliersmerk Tiffany & Co een winkel in de straat geopend. Deze bedrijven konden niet altijd goed uit de voeten met de 19e-eeuwse panden; er werd druk gerenoveerd of gesloopt voor nieuwbouw, zoals de Crystal houses voor Hermès en The Lady voor Dolce & Gabbana. Louis Vuitton liet hun pand afbreken en weer optrekken met de verhoogde verdieping, met de kenmerkende The brick pixelation.

## Trivia
- De arts en chirurg Lambert van Kleef was van 1873 tot 1876 een van de eerste bewoners van de P.C. Hooftstraat (hoek Hobbemastraat). Van Kleef was al officier van gezondheid en studeerde aan het Athenaeum Illustre voor het burgerlijk artsexamen. Hij zou uitgroeien tot een van de bekendste chirurgen in Nederland.[2]
- Sports utility vehicles (SUV's) worden ook wel 'PC-Hoofttractoren' genoemd, aangezien ze vaak in de straat aan te treffen zijn.
- Op 9 maart 2006 werd in de P.C. Hooftstraat de eerste Glamour Stiletto Run, een hardloopwedstrijd over 75 meter voor 150 personen op hakken van minimaal 7 centimeter hoog, gehouden. De prijs, een shoppingtrip van € 10.000 in de P.C. Hooftstraat, werd gewonnen door Nancy Karels.[3]
- In 2008 vond voor het eerst het PC Catwalk Event plaats in de P.C. Hooftstraat, met een spectaculaire catwalk van 320 meter. Laatste zondag van augustus.
- Er is een televisieprogramma van de KRO over Amsterdam Oud-Zuid waarin de P.C. Hooftstraat centraal staat. Het programma heet Bij ons in de PC en wordt gepresenteerd door Jort Kelder.
- Ter gelegenheid van EuroPride 2016 werd bij de hoek van de P.C. Hooftstraat en de Van Baerlestraat een tijdelijk gaybrapad aangelegd in combinatie met het officiële zebrapad aldaar.
- Hoewel de P.C. Hooftstraat vaak wordt geassocieerd met Amsterdam, bestaat er ook een P.C. Hooftstraat in Gemert en in ten minste 20 andere plaatsten in Nederland een P.C. Hooftlaan, meestal gelegen in een woonwijk.[4]
- De gebouwen nrs. 94 en 96 werden in 2014/2015 geheel afgebroken en herbouwd onder de naam Crystal houses, waar in 2019 Hermès een filiaal opende.